# Sotobanari

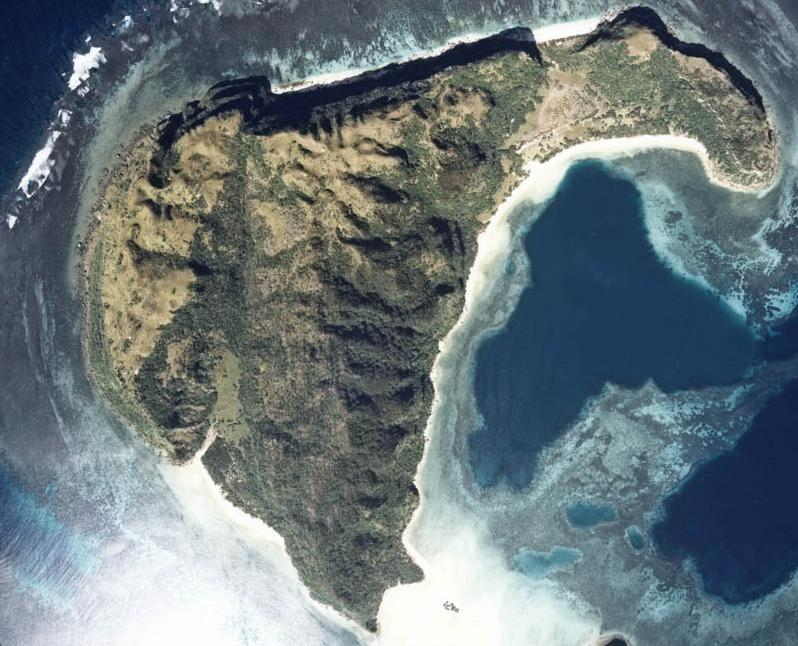
Sotobanari (em imagem do Ministério do Território, Infraestruturas, Transportes e Turismo do Japão)

Sotobanari (ou Sotobakuri, em japonês:  外離島) é uma das ilhas Yaeyama, pertencentes às ilhas Sakishima, na parte sul das ilhas Ryukyu. Está integrada na prefeitura de Okinawa, Japão. A sua ilha maior mais próxima é Iriomote.
A pequena ilha tem cerca de 1 km de diâmetro, e o seu nome significa ilha exterior distante. É vegetada, mas não tem água à superfície. Sotobanari tem um só habitante, um homem de 76 anos chamado Masafumi Nagasaki, que vive em nudez e semi-isolamento há duas décadas.